# Столетов, Игорь Александрович
И́горь Алекса́ндрович Столе́тов (26 марта 1931, Владимир — 11 августа 2014, там же) — советский и российский архитектор-реставратор, академик РААСН (1992), член-корреспондент АХ СССР (1988) и PAX (1995), почётный гражданин города Владимира. Заслуженный работник культуры РСФСР (1976), Заслуженный деятель искусств Российской Федерации (2001). Лауреат Государственной премии Российской Федерации (2000) и Премии Президента Российской Федерации (2004).

## Биография
Родился в семье инженера, архитектора, реставратора Александра Васильевича Столетова. Дальний родственник генерала от инфантерии Николая Григорьевича Столетова, физика Александра Григорьевича Столетова и министра высшего и среднего специального образования РСФСР (1959—1972) Всеволода Николаевича Столетова.
В 1956 г. окончил Московский архитектурный институт и поступил во Владимирскую специальную экспериментальную научно-производственную мастерскую (ныне — ОАО «Владимирреставрация»), где и работал главным архитектором.
Под руководством архитектора проводилась реставрация многих памятников архитектуры города Владимира: Успенского собора, Золотых ворот, Дмитриевского собора, а также храма Покрова на Нерли, Георгиевского собора в Юрьеве-Польском. Являлся собирателем уникального архива.
Возглавляемой им Владимирской реставрационной мастерской разработан проект реконструкции исторического ядра центра г. Владимира и проект приспособления церкви Александровского монастыря в Суздале под научный реставрационный центр. В 1990-х годах была выполнена реставрация Палат Гранатного двора XVII века и Палат Тверских архиереев на Кузнецком мосту в г. Москве.
В 2012 г. опубликовал монографию «Владимиро-Суздальская школа реставрации», в которой обобщил опыт своей 50-летней творческой деятельности.

Могила на Улыбышевском кладбище

Умер во Владимире 12 августа 2014 года. Похоронен на Аллее Почёта городского кладбища Высоково (Улыбышево).

## Награды и звания
- Медаль «В ознаменование 100-летия со дня рождения Владимира Ильича Ленина» (1970 год)
- Орден Трудового Красного Знамени (1971 год)[6]
- Почётное звание «Заслуженный работник культуры РСФСР» (7 января 1976 года) — за заслуги в области советской культуры[7]
- Государственная премия РСФСР в области архитектуры (27 декабря 1977 года) — за реставрацию памятников истории городов Владимира и Суздаля, создание музейных экспозиций и широкое использование их в культурно-просветительных и туристических целях[8]
- Серебряная медаль АХ СССР (1984 год) — за цикл работ «Приокское Подмосковье» и «Торжок»
- Почётная Грамота Президиума Верховного Совета РСФСР (20 мая 1991 года) — за многолетнюю плодотворную работу в области советской культуры[9]
- Медаль «Ветеран труда»[10]
- Орден Почёта (9 марта 1996 года) — за заслуги перед государством, успехи, достигнутые в труде, и большой вклад в укрепление дружбы и сотрудничества между народами[11]
- Серебряная медаль PAX (1996 года) — за реставрацию и реконструкцию Гранатного двора в Москве (1992—1996)
- Почётный гражданин города Владимир (31 октября 1996 года) — за заслуги в области архитектуры, большой вклад в дело восстановления памятников русского зодчества, архитектурных ансамблей в г. Владимире и в связи с 40-летием трудовой деятельности[12]
- Государственная премия Российской Федерации в области литературы и искусства 1999 года (9 июня 2000 года) — за сохранение и возрождение культурного наследия, творческое развитие музейного дела[13]
- Почётное звание «Заслуженный деятель искусств Российской Федерации» (22 марта 2001 года) — за большой вклад в реставрацию отечественных памятников архитектуры и сохранение культурного наследия[14]
- Орден «Преподобного Андрея Рублева» (РПЦ, 2001 год)
- Почётный архитектор России (2001 год)
- Премия Президента Российской Федерации в области литературы и искусства 2003 года (13 февраля 2004 года)— за выдающийся творческий и научный вклад в художественную культуру России[15]
- Благодарность Министра культуры и массовых коммуникаций Российской Федерации (20 сентября 2005 года) — за плодотворный труд, большой личный вклад в сохранение культурного наследия Владимирской области и в связи с 60-летием со дня создания ОАО «Владимирреставрация» [16]
- Орден «За заслуги перед Отечеством» IV степени (31 марта 2014 года) — за достигнутые трудовые успехи, значительный вклад в социально-экономическое развитие Российской Федерации, заслуги в гуманитарной сфере, укреплении законности и правопорядка, активную законотворческую, общественную деятельность, многолетнюю добросовестную работу[17]
- Орден преподобного Сергия Радонежского III степени (РПЦ)